# Xavier Tilliette
Pour les articles homonymes, voir Tilliette.
Xavier Tilliette, né le 23 juillet 1921 à Fouilloy dans la Somme (France) et mort le 10 décembre 2018 à Paris 7e, est un prêtre jésuite français, philosophe, historien de la philosophie et théologien.
Ancien étudiant de Jean Wahl et de Vladimir Jankélévitch, il est professeur émérite de l'Institut catholique de Paris (1969), de l'Université grégorienne (1972), de l'université du Latran et du Centre Sèvres. Il a également enseigné la philosophie dans différentes universités à titre de « professeur invité » en France et à l'étranger.
Spécialiste mondialement reconnu de Schelling et de Jaspers, il élabore à partir des années 1970 une « christologie philosophique » dont il est l'initiateur. Dans la mouvance de Schelling et de Maurice Blondel, il défend et illustre l'idée d'une philosophie chrétienne née de la Révélation. Il est aussi un spécialiste de Claudel et de l'idéalisme allemand.

## Biographie

### Années de formation
Fils d'Henri Tilliette, un ami de jeunesse de Georges Bernanos, d’origine à la fois artésienne et bretonne, Xavier Tilliette est le cadet d’une fratrie de huit enfants. Il est par ailleurs l'oncle du latiniste Jean-Yves Tilliette (de) (membre de l'Académie des inscriptions et belles-lettres), du diplomate François-Xavier Tilliette et du romancier Pierre-Alain Tilliette.
Après ses études secondaires au collège de l’Immaculée-Conception de Laval, Xavier Tilliette obtient à l’âge de 16 ans le baccalauréat français et le baccalauréat anglais.  En 1938, il entre chez les Jésuites de Laval pour y commencer son noviciat.
À la même époque, il se passionne pour la poésie, surtout celle des symbolistes, d'Apollinaire et de Valéry, tandis que les versets de Paul Claudel ne l'attirent guère dans un premier temps. Puis, séduit par la force des métaphores et du rythme claudéliens, il lit en l'espace de deux ou trois ans l'ensemble de l'œuvre de cet auteur, dont il deviendra l'un des spécialistes. Xavier Tilliette éditera notamment la correspondance de Claudel avec Françoise de Marcilly. Au fil des chroniques littéraires qu'il publiera plus tard dans les Étvdes, Claudel reste pour lui le plus grand poète chrétien. En même temps que ses activités littéraires, il écrit de nombreuses critiques de cinéma, entre autres sur le néoréalisme italien mais aussi dans un domaine qui l'intéresse particulièrement : les films à caractère biographique, qui représentent pour lui le frère puîné de la biographie littéraire. Il contribue également aux Études cinématographiques.
Durant ses années de formation religieuse, Xavier Tilliette obtient un DES en lettres classiques et une licence d'allemand,. Il  séjourne successivement à Laval, à l'ancien collège de Mongré, à Villefranche-sur-Saône, à Lyon. C'est là qu'il découvre les textes de Teilhard de Chardin, alors mis à l'écart par la Compagnie de Jésus. L'œuvre de Teilhard a beau être frappée d'interdit, elle circule sous le manteau et est lue par les jeunes jésuites, plus encore que celle de Victor Poucel, qui exprime lui aussi un christianisme « glorieux », « triomphal », mais en restant dans la ligne de la Compagnie. À Lyon, une officine propose des éditions de Teilhard à bas prix, plus ou moins légales, et de nombreux exemplaires circulent parmi la Compagnie. Ces deux formes de spiritualité, l'une fidèle à la tradition, et l'autre clandestine, marquent durablement deux générations de jésuites, des années 1920 aux années 1950. Xavier Tilliette se détachera plus tard de l'influence de Teilhard tout en admirant l'écrivain lyrique au style oratoire.

### Professeur de philosophie

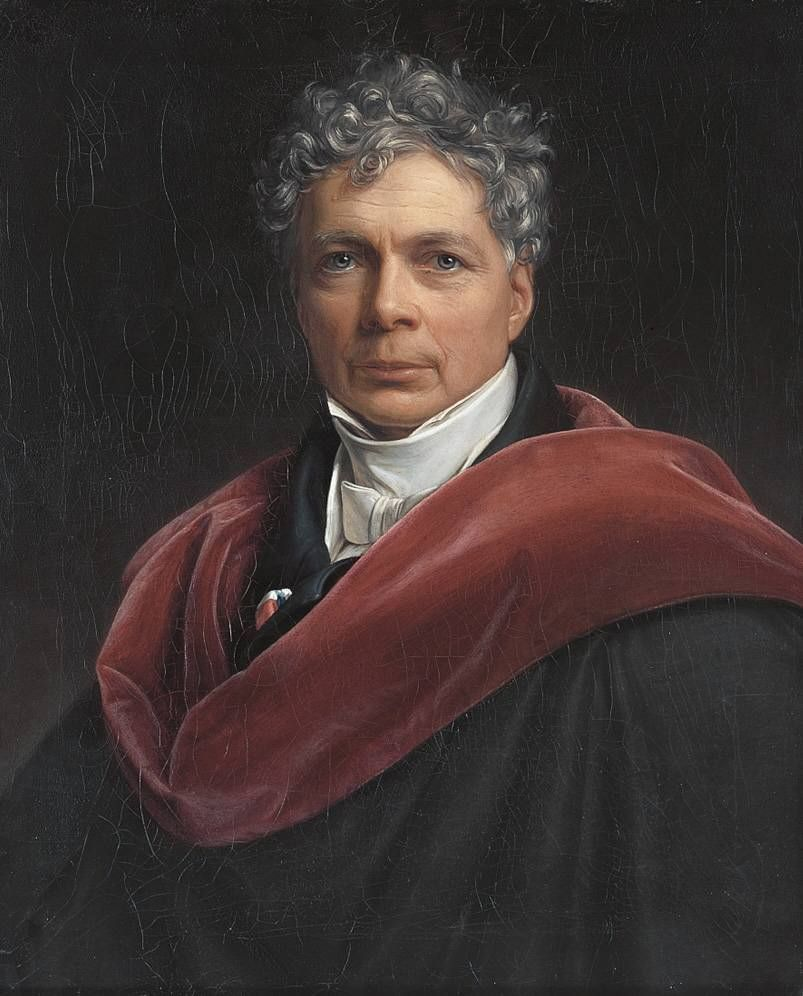
Portrait de Schelling par Stieler.

Ordonné prêtre en 1951, il est nommé professeur de philosophie à Paris, à « Franklin », d'abord de 1947 à 1949 puis de 1954 à 1957. Il y enseigne la phénoménologie et l'existentialisme, avant de donner des cours au Scolasticat jésuite de Chantilly sur la phénoménologie de Husserl, entre autres, de 1961 à 1966. Marqué par la pensée de Sartre et plus encore celle de Merleau-Ponty, il est le disciple de Jean Wahl et de Vladimir Jankélévitch, dont il devient un ami proche. Féru de Hegel mais aussi de Kierkegaard et de Jaspers, il suit les conseils de Jean Wahl qui lui suggère d'orienter ses travaux vers la « dernière philosophie de Schelling », c'est-à-dire la Spätphilosophie : la « philosophie de la Révélation ». Il obtient son doctorat de théologie à Fourvière et de philosophie en Sorbonne avec une thèse en deux volumes sur Schelling (1969), ouvrage qu'il avait commencé en Allemagne et qu'il termine à Paris  pendant les événements de mai 1968.
Professeur d'histoire de la philosophie à l'Institut catholique de Paris (1969-1987), où il retrouve son ancien élève Jean Greisch et a pour étudiant Philippe Barbarin, futur primat des Gaules, il alterne ses cours semestriels avec ceux qu'il donne à l'Université grégorienne de Rome à partir de 1972, jusqu'en 2000, sur l'idéalisme allemand, la philosophie chrétienne et la christologie philosophique.
Enseignant à l'université du Latran et au Centre Sèvres, Xavier Tilliette est professeur invité dans de nombreuses universités étrangères, :  Berlin, Munich, Bonn, Tubingen, Stuttgart, Turin, Ferrare, Urbino, Rome, Naples et Palerme. Il donne également des cours aux universités de Santiago du Chili, Lima, Brême, Heidelberg, Hambourg et Macerata. Il parle couramment l'anglais, l'italien, l'allemand et l'espagnol, outre le latin, le grec ancien et l'hébreu biblique ; en raison de ses travaux, il a appris le portugais, le néerlandais et le danois. Cette culture cosmopolite le rapproche de l'écrivain Marcel Brion et de son épouse Liliane, auxquels le lie une longue amitié.

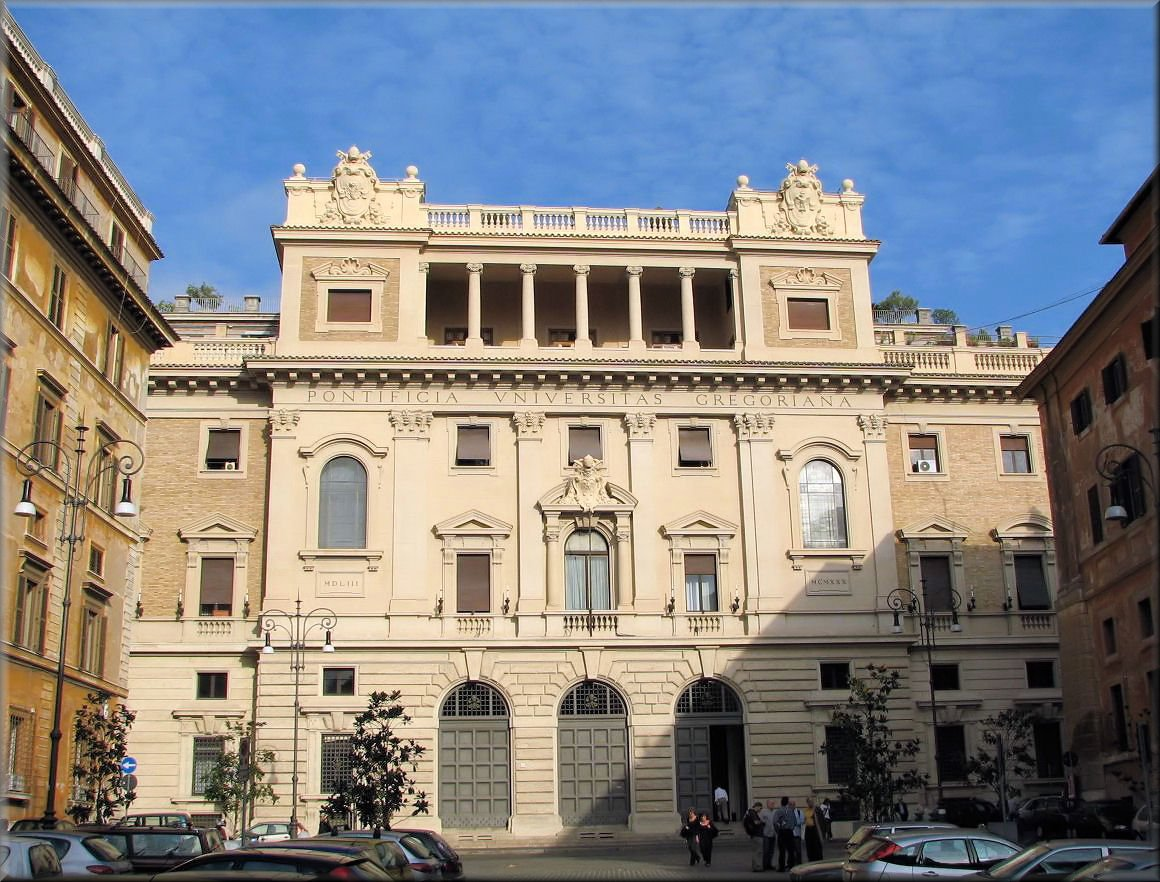
Façade de l'Université grégorienne.

Parmi les autres amis, maîtres ou disciples de Xavier Tilliette, on peut citer : Hans Urs von Balthasar, Karl Rahner, Henri de Lubac, Gaston Fessard, Hans-Georg Gadamer, Jürgen Habermas, Maurice Merleau-Ponty, Albert Béguin, Louis Bouyer, Jean Daniélou, Emmanuel Levinas, Paul Ricœur, Gabriel Marcel, Ambroise-Marie Carré, Yves Congar, Michel de Certeau, Stanislas Fumet, Maurice de Gandillac, Paul Doncœur, Pierre Blet, Robert Bresson et son épouse Mylène, Enrico Castelli, Luigi Pareyson, Michel Henry et la disciple de ce dernier Gabrielle Dufour-Kowalska, Claude Bruaire, François Varillon, Gustave Martelet, Bertrand Saint-Sernin et son épouse Jane, Béatrice Didier, Jean-Luc Marion, Jean-Louis Vieillard-Baron…

## Distinctions
En 1993, la Faculté pontificale de théologie d'Italie méridionale le nomme docteur honoris causa.
Lauréat de deux prix de l'Académie française (le Montyon en 1991 et le Cardinal-Grente en 2001), Xavier Tilliette reçoit à Berlin le prix Humboldt en 2001, puis à l'Institut de France le prix Victor-Delbos (2006) et le prix Édouard-Bonnefous (2010). Membre de l'Istituto Italiano per gli Studi Filosofici, Xavier Tilliette est élu en 2002 à l'Académie bavaroise des sciences et, en 2006, correspondant de l’Accademia di estetica internazionale de Rapallo. Il est membre de l'Académie catholique de France et chevalier de la Légion d'honneur.
Plusieurs de ses ouvrages sont traduits en allemand, en espagnol, en portugais, en anglais et en italien..
En 1974, il qualifia malencontreusement « d’épectase « la mort gênante du cardinal Daniélou et fut ainsi à l’origine d’une étrange dérive de ce terme théologique.

## Choix de publications
L'œuvre de Xavier Tilliette comprend plus de 2 000 essais, sous forme d'ouvrages, d'articles et de préfaces, dont certains ont été écrits directement en italien ou en allemand.
Ouvrages en langue française
- 1960 Karl Jaspers, Paris, Aubier, coll. « Théologie ».
- 1962 Existence et Littérature, Bruxelles, Desclée de Brouwer.
- 1962 Philosophes contemporains, Gabriel Marcel, Maurice Merleau-Ponty, Karl Jaspers, Bruxelles, Desclée de Brouwer.
- 1964 Jules Lequier ou le tourment de la liberté, Bruxelles, Desclée de Brouwer.
- 1970 Maurice Merleau-Ponty ou la mesure de l'homme, Paris, Seghers.
- 1970 Schelling. Une philosophie en devenir, t. I, Le Système vivant, 1794-1821, t. II, La Dernière Philosophie, 1821-1854, Paris, Vrin, rééd. 1992.
- 1974-1977 Le Christ des philosophes, 3 fascicules, ICP
- 1978 Schelling. Textes esthétiques. Présentation et notes, Klincksieck, coll. « L'esprit et les formes »
- 1984 La Mythologie comprise. L'interprétation schellingienne du paganisme, Naples, Bibliopolis.
- 1986 La Christologie idéaliste, préface de Joseph Doré, Paris, Desclée, coll. « Jésus et Jésus-Christ », 240 p.
- 1987 L'Absolu et la Philosophie. Essais sur Schelling, Paris, PUF, coll. « Épiméthée ».
- 1990 Le Christ de la philosophie, Paris, Le Cerf, coll. « Cogitatio Fidei », 295 p., prix Montyon de l'Académie française 1991
- 1992 La Semaine sainte des philosophes, Paris, Desclée, coll. « Jésus et Jésus-Christ ».
- 1993 Le Christ des philosophes : Du Maître de sagesse au divin Témoin, Namur, Culture et Vérité.
- 1995 Recherches sur l'intuition intellectuelle, de Kant à Hegel, Paris, Vrin.
- 1999 Schelling (biographie), Paris, Calmann-Lévy, coll. « La vie des philosophes ». Rééd. Paris, Éditions du CNRS, 2009.
- 2001 Les philosophes lisent la Bible, Paris, Le Cerf, 200 p., prix du Cardinal-Grente de l'Académie française ainsi que pour l'ensemble de son œuvre.
- 2002 La Mémoire et l'Invisible, Genève, Ad Solem.
- 2002 Jésus romantique, Paris, Desclée-Mame.
- 2003 Fichte. La science de la liberté, Paris, Vrin, préface de Reinhard Lauth.
- 2005 Le Jésuite et le Poète, Éloge jubilaire à Paul Claudel, Versailles, Éd. de Paris.
- 2006 L'Église des philosophes, de Nicolas de Cuse à Gabriel Marcel, Paris, Le Cerf[14].
- 2006 Philosophies eucharistiques, de Descartes à Blondel, Paris, Le Cerf, 180 p., prix Humboldt 2006, prix Victor-Delbos 2006  (ISBN 2-204-08079-9).
- 2007 Une introduction à Schelling, Paris, Honoré Champion.
- 2009 Schelling, (biographie), Paris, Éditions du CNRS.
- 2013 Qu'est-ce que la christologie philosophique?, Paris, Parole et silence (Essais du Collège des Bernardins, 19).

Préfaces et ouvrages écrits en collaboration
- Jean Wahl et Gabriel Marcel, avec Emmanuel Lévinas et Paul Ricœur, Paris, Beauchesne, 1976, 96 p.,  (ISBN 2-7010-0240-0).
- Le Poëte et la Bible : Paul Claudel, édition établie, présentée et annotée par Michel Malicet, avec la collaboration de Dominique Millet et Xavier Tilliette, Paris, Gallimard, 1998.
- Hommage au Père Marcel Régnier, Archives de philosophie, 1999, Présentation en ligne

Ouvrages écrits en italien et en allemand
- Il Cristo dei Non-Credenti e altri saggi de filosofia cristiana, Editoria Ave, Roma, 1994
- Omaggi, Filosofi italiani del nostro tempo : Michele Federico Sciacca, Enrico Castelli Gattinara di Zubiena, Luigi Pareyson, Augusto Del Noce, Alberto Caracciolo (it), Italo Mancini, Enrico Garulli, Arturo Massolo, Pasquale Salvucci, Morcelliana, Brescia, 1997, 92 p.
- Del male e del bene, en collab. avec Giuseppe Riconda (a cura di Francesco Tomatis), Città Nuova Éditrice, Roma, 2001
- Che cos'è la cristologia filosofica, Morcelliana, 2004
- Schellings Pyrmonter Elegie. Der Briefwechsel mit Eliza Tapp, 1849-1854 (en collaboration), V. Klostermann, Frankfurt-am-Main, 2000

Articles parus dans des revues
Les quelque 2 000 articles de Xavier Tilliette sont publiés dans une quarantaine de revues et de journaux, parmi lesquels :
- Philosophie : Revue de métaphysique et de morale, Archives de philosophie, Recherche en sciences humaines (CNRS), Archivio di filosofia, Annuario filosofico
- Théologie : Étvdes, Recherches de science religieuse, Communio, Christus, La Civiltà Cattolica, Gregorianum
- Presse généraliste et littéraire : la Revue des deux Mondes, Le Figaro, La Croix, Le Monde, Erasmus, Bulletin de la société Paul Claudel, L'Osservatore Romano, Corps écrit
- Cinéma : Positif, Les Études cinématographiques

## Pour approfondir